# Лостин (река)
Лостин (англ. Lostine River) — река на северо-востоке штата Орегон в США. Приток Уаллауа протяжённостью 50,5 км. Часть бассейна реки покрывает парк дикой природы Игл-Кеп в окрестностях одноимённого пика в горах Уаллауа в национальном лесу Уаллауа-Уитмен.

## История
В 1988 году 26 км верховья реки были классифицированы как Национальная дикая и живописная речная система. Отрезок реки длиной 8 км, расположенный ниже истока реки у озера Минам, был классифицирован как «дикая зона». Следующие 18 км отнесены к «рекреационной зоне».

## География
Лостин берёт начало от озера Минам на высоте около 2300 м над уровнем моря примерно в 24 км к югу от города Лостин и в 16 км к западу-юго-западу от Джозефа. В целом течёт на север, следуя U-образному каньону ледникового происхождения. Выходит из национального леса на высоте 1200 м и постепенно меняет горный характер по мере того, как достигает более равнинной местности, которая постепенно спускается до 910 м, где впадает в Уаллауа. Расход воды колеблется в зависимости от сезона от 1,4 до 28,3 м³/с.

## Экология
Интенсивное использование речных вод для ирригации привели к исчезновению в 1960-х годах местного промысла кижуча и сократили популяцию нерестовой чавычи до 13 рыб в 1999 году. Обе лососёвые были историческим источником пищи для народа не-персе. Не-персе начали восстановительные работы в 1990-х годах, и к 2005 году количество чавычи выросло до 800 рыб. Соглашение, заключённое в том же году между фермерами, не-персе и Oregon Water Trust, привело к усилиям по сохранению стока в течение лета, помогая лососю выживать. К 2009 году количество нерестящейся рыбы увеличилось до более чем 2 тыс..